# لو هافر (فرنسا)
لو هافر (بالفرنسية: Arrondissement du Havre)‏ هي دائرة إدارية فرنسية، في فرنسا، تقع في السان البحرية، بلغ عدد سكانها 389,248  نسمة وذلك حسب إحصائيات سنة 2015، عاصمتها لو هافر، تبلغ مساحتها 1,330 كيلومتر مربع.

## التقسيمات الإدارية
- Canton of Bolbec [الإنجليزية]‏
- Canton of Criquetot-l'Esneval [الإنجليزية]‏
- Canton of Fauville-en-Caux [الإنجليزية]‏
- Canton of Fécamp [الإنجليزية]‏
- Canton of Goderville [الإنجليزية]‏
- Canton of Lillebonne [الإنجليزية]‏
- Canton of Montivilliers [الإنجليزية]‏
- Canton of Ourville-en-Caux [الإنجليزية]‏
- Canton of Saint-Romain-de-Colbosc [الإنجليزية]‏
- Canton of Valmont [الإنجليزية]‏
- Canton of Gonfreville-l'Orcher [الإنجليزية]‏.